# 利扬库尔圣皮埃尔
利扬库尔圣皮埃尔（法語：Liancourt-Saint-Pierre，法語發音：[ljɑ̃kuʁ sɛ̃ pjɛʁ]）是法国瓦兹省的一个市镇，位于该省西南部，属于博韦区。

## 地理
利扬库尔圣皮埃尔（49°14'5"N, 1°54'29"E）面积12.69 平方千米，位于法国上法蘭西大區瓦兹省，该省份为法国北部内陆省份，北起索姆省，西接厄尔省和滨海塞纳省，南至塞纳-马恩省和瓦兹河谷省，东临埃纳省。
与利扬库尔圣皮埃尔接壤的市镇（或旧市镇、城区）包括：布比耶、韦克桑地区肖蒙、费莱塞唐、拉维勒泰特尔、利耶尔维尔、洛孔维尔、雷伊、图尔利。

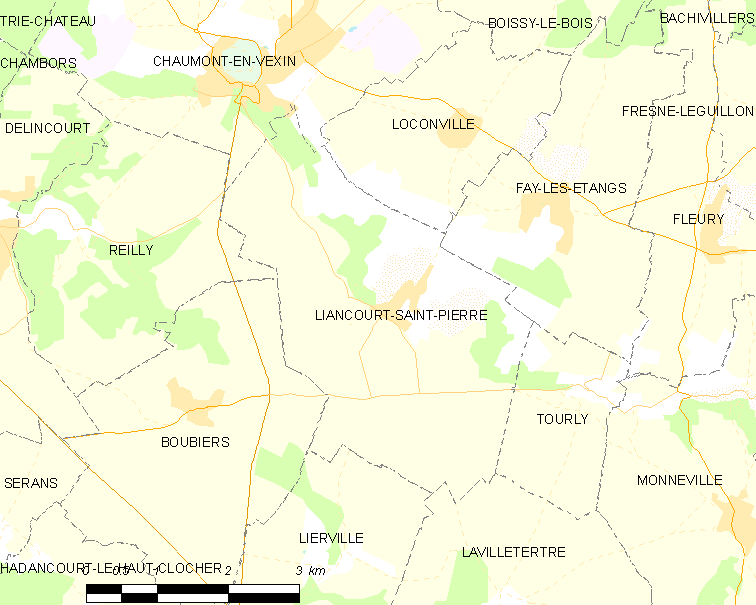
利扬库尔圣皮埃尔的OSM定位图

利扬库尔圣皮埃尔的时区为UTC+01:00、UTC+02:00（夏令时）。

## 行政
利扬库尔圣皮埃尔的邮政编码为60240，INSEE市镇编码为60361。

## 政治
利扬库尔圣皮埃尔所属的省级选区为韦克桑地区肖蒙县。

## 人口

1962-2008年间利扬库尔圣皮埃尔人口变化图示

利扬库尔圣皮埃尔于2022年1月1日时的人口数量为577人。